# Hyphessobrycon werneri
Hyphessobrycon werneri är en fiskart som beskrevs av Jacques Géry och Uj, 1987. Hyphessobrycon werneri ingår i släktet Hyphessobrycon och familjen Characidae. Inga underarter finns listade i Catalogue of Life.